# GMP synthase
Guanosine monophosphate synthetase, (EC 6.3.5.2, viết tắt: GMPS) là một enzyme chuyển đổi xanthosine monophosphate thành guanosine monophosphate.
Trong quá trình tổng hợp de novo của nucleotide purine, IMP là chất chuyển hóa điểm nhánh mà tại đó con đường tổng hợ nucleotide purine chuyển hướng sang tổng hợp nucleotide guanine hoặc adenine. Trong con đường tổng hợp guanine nucleotide, có 2 enzyme liên quan đến việc chuyển đổi IMP thành GMP, đó là IMP dehydrogenase (IMPD1), xúc tác quá trình oxy hóa của IMP thành XMP, và GMP synthetase, xúc tác cho quá trình khử XMP thành GMP.

## Enzyme học
Trong enzyme học, enzyme synthetase (thủy phân glutamine) (EC 6.3.5.2) là enzyme xúc tác cho phản ứng hóa học
ATP + xanthosine 5'-phosphate + L-glutamine + H2O {\displaystyle \rightleftharpoons }{\displaystyle \leftrightarrows } AMP + diphosphate + GMP + L-glutamate
4 chất tham gia phản ứng của enzyme này là ATP, xanthosine 5'-phosphate, L-glutamine và H2O. 4 sản phẩm phản ứng là AMP, diphosphate, GMP và L-glutamate.
Enzyme này thuộc họ ligase. Tên hệ thống của lớp enzyme này là xanthosine-5'-phosphate: L-glutamine amido-ligase (hình thành AMP). Các tên khác sử dụng phổ biến bao gồm GMP synthetase (thủy phân glutamin), guanylate synthetase (thủy phân glutamin), guanosine monophosphate synthetase (thủy phân glutamin), xanthosine 5'-phosphate amidotransferase, và guanosine 5'-monophosphat synthetase. Enzyme này tham gia vào quá trình chuyển hóa purine và chuyển hóa glutamate. Một hợp chất mang tên Psicofuranin là chất ức chế enzyme này.